# Renault Type AT
Der Renault Type AT war ein frühes Rennwagenmodell von Renault. Er war nur mit einem leichten, zweisitzigen Aufbau erhältlich.

## Beschreibung
Die nationale Zulassungsbehörde erteilte am 8. April 1909 seine Zulassung. Das Fahrzeug war eine Ableitung vom Renault Type AI in der leichten Version Type AI (d). Vorgänger war der Renault Type AQ. Einen Nachfolger gab es nicht.
Ein wassergekühlter Vierzylindermotor mit 130 mm Bohrung und 140 mm Hub leistete aus 7433 cm³ Hubraum 45 PS. Die Motorleistung wurde über eine Kardanwelle an die Hinterachse geleitet. Die Höchstgeschwindigkeit war je nach Übersetzung mit 79 bis 114 km/h angegeben.
Das Fahrgestell wog 1100 kg.

## Autorennen
Louis Raffalovitch siegte am 26. August 1909 beim 24-Stunden-Rennen von New York.